# Мюллер, Гуго (драматург)
Гуго Мюллер (нем. Hugo Müller; 30 октября 1831, Позен — 20 июня 1881, Нидерваллуф) — немецкий актёр, драматург и режиссёр.
Изучал право в Берлине, Йене и Бреслау, однако затем оставил университет ради театра и дебютировал на сцене театра в Бреслау в амплуа героя-любовника. Затем выступал на сценах Ганновера, Пешта, Берлина и Мюнхена. В 1864 году возглавил театр в Риге, с 1869 года — драматург и режиссёр в берлинском Театре Франца Вальнера. С 1873 года руководил Резиденцтеатром в Дрездене, с 1878 года — Театром Лобе в Бреслау(Вроцлав).
Автор ряда комедий, имевших успех:
- «Im Wartesalon erster Klasse» (1865)
- «Adelaide» (1869)
- «Gewonnene Herzen» (1875)
- «Duft» (1872)
- «Onkel Moses» (1872)
- «Der Diplomat der alten Schule» (1873)
- «An die Luft gesetzt» (1878)